# Église Saint-Michel de Thollon
L'église Saint-Michel de Thollon est une église catholique française, située dans le département de la Haute-Savoie, dans la commune de Thollon.

## Historique
Les premières mentions de l'église de Thollon datent du XIIe siècle : un acte de 1153 mentionne que, bien que située dans l'ancien diocèse de Genève, l'église de Thollon appartient à l'abbaye Saint-Martin d'Ainay. Un autre acte rédigé en 1191 conclut que l'église appartient dorénavant à la Congrégation du Grand-Saint-Bernard. De nouveau, en 1250, c'est Ainay qui se voit confirmer ses droits sur l'église Sainte-Marie de Thollon. Finalement, en 1286 le pape Honorius IV confirme les droits du Grand-Saint-Bernard sur l'église Saint-Michel. Quelques années plus tard, en 1324, le comte Édouard de Savoie confirme les droits de la congrégation sur Thollon.
Le 14 août 1617, l'évêque de Genève François de Sales visite l'église de Thollon et la trouve dans un état déplorable, de même que la cure.
L'église est représentée en 1731 sur la mappe sarde.
L'église est reconstruite entre 1819 et 1825.

## Description
L'église est située au chef-lieu du village, à côté de la mairie et de l'école municipale.

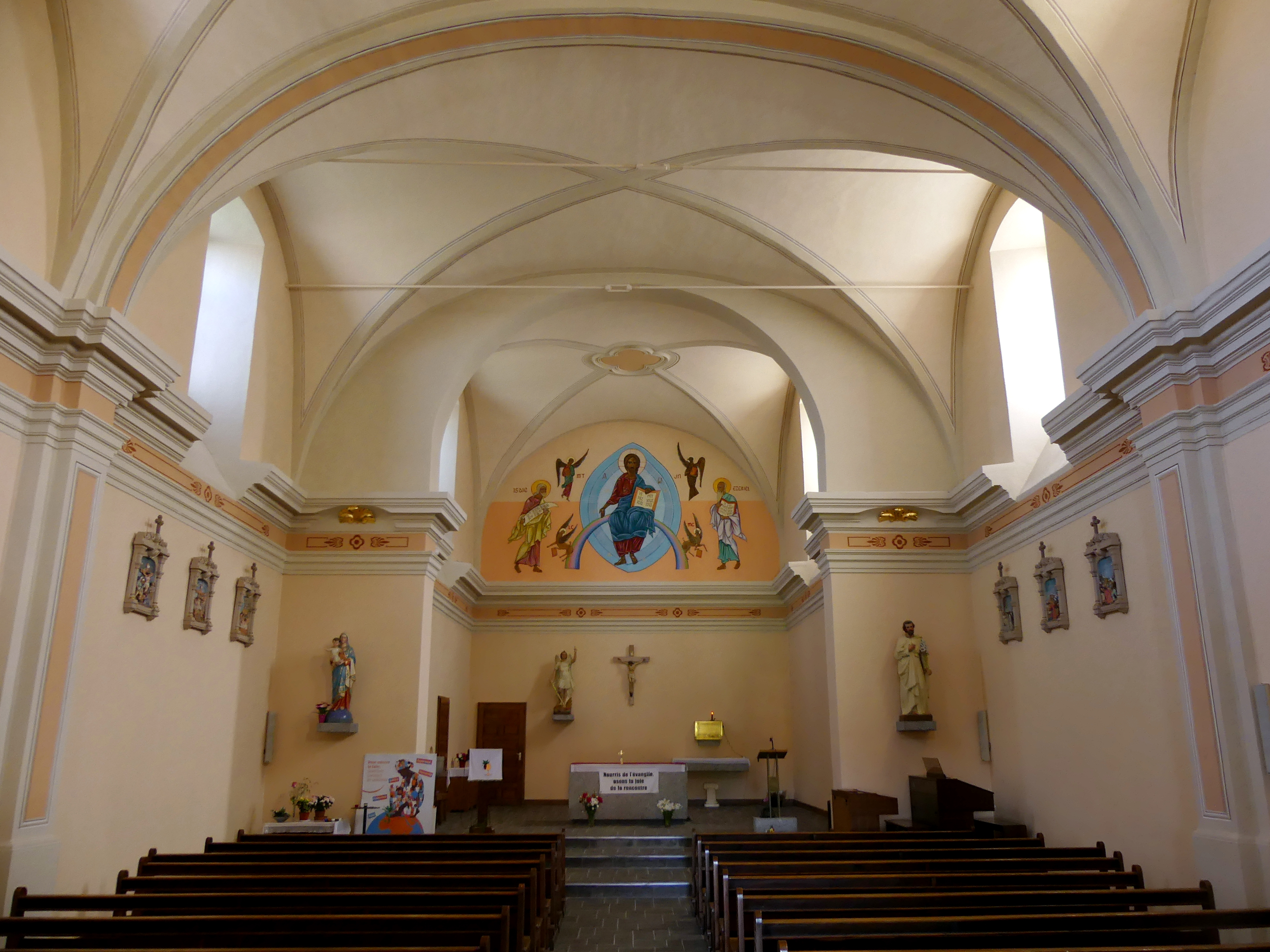
Intérieur de l'église.